# جورج بويد
جورج بويد (بالإنجليزية: George Boyd)‏ (2 أكتوبر 1985 المملكة المتحدة - ) هو لاعب كرة قدم بريطاني، يلعب كمهاجم.

## مسيرته الكروية
لعب جورج بويد خلال مسيرته الاحترافية مع 6 أندية في اثنين وعشرين موسمًا وسجل خلالها 109 هدف ضمن 598 مباراة. ولم يفز بأي موسم بالكأس أو بالدوري.
خاض جورج بويد مسيرته مع نادي ستيفيناغ بوروه في موسم 2002–03 ليلعب معه خمسة مواسم، مشاركًا في 109 مباراة سجل خلالها 23 هدفًا. ثم انتقل إلى نادي بيتربورو يونايتد في موسم 2006–07 في المرة الأولى واستمر معه طيلة ثلاثة مواسم ثم في موسم 2010–11 ليلعب معه أربعة مواسم ثم في موسم 2019–20 لمدة موسم واحد، حيث شارك طوالها في 285 مباراة سجل خلالها 64 هدفًا. لينتقل بعدها إلى نادي نوتينغهام فورست في موسم 2009–10 لمدة موسم واحد، مشاركًا في 6 مباريات سجل خلالها هدفًا واحدًا. ثم انتقل إلى نادي هال سيتي في موسم 2012–13 واستمر معه طيلة ثلاثة مواسم، مشاركًا في 43 مباراة سجل خلالها 6 أهداف. هذا وانتقل لاحقًا إلى نادي بيرنلي في موسم 2014–15 واستمر معه طيلة ثلاثة مواسم، مشاركًا في 115 مباراة سجل خلالها 12 هدفًا. ثم انتقل بعدها إلى نادي شيفيلد وينزداي في موسم 2017–18 ولمدة موسمين، مشاركًا في 40 مباراة سجل خلالها 3 أهداف.

## وصلات خارجية
جورج بويد على موقع الاتحاد الإسكتلندي (الإنجليزية)
- جورج بويد على موقع قاعدة بيانات كرة القدم.إي يو (الإنجليزية)
- جورج بويد على موقع ناشيونال فوتبول تيمز (الإنجليزية)
- جورج بويد على موقع Soccerbase.com (لاعب) (الإنجليزية)
- جورج بويد على موقع Soccerway.com (الإنجليزية)
- جورج بويد على موقع عالم كرة القدم.نت (الإنجليزية)
- جورج بويد على موقع AS.com (الإسبانية)